# Efeito bouba/kiki

Esta imagem é usada como um teste para demonstrar que as pessoas podem não anexar sons a formas arbitrariamente: estudantes universitários americanos e falantes de tâmil na Índia chamam a forma à esquerda de "kiki" e à direita de "bouba"

O efeito bouba/kiki é um mapeamento não arbitrário entre os sons da fala e a forma visual dos objetos. Foi documentado pela primeira vez por Wolfgang Köhler em 1929 usando palavras sem sentido. O efeito foi observado em estudantes universitários americanos, falantes do Tamil na Índia, crianças pequenas e bebês, e também ocorreu com nomes familiares. Ele está ausente em indivíduos com cegueira congênita e reduzido em indivíduos com autismo. O efeito foi recentemente investigado usando fMRI.

## Pesquisa

### Descoberta
O efeito bouba/kiki foi observado pela primeira vez pelo psicólogo alemão-americano Wolfgang Köhler em 1929. Em experimentos psicológicos conduzidos pela primeira vez na ilha de Tenerife (onde o idioma principal é o espanhol), Köhler mostrou formas semelhantes às mostradas à direita e perguntou aos participantes qual forma era chamada de "takete" e qual era chamada de "baluba" ("maluma" na versão de 1947). Embora não seja explicitamente declarado, Köhler sugere que houve uma forte preferência em emparelhar a forma recortada com "takete" e a forma arredondada com "baluba".

### Extensão para outros contextos
Em 2001, Vilayanur S. Ramachandran e Edward Hubbard repetiram a experiência de Köhler usando as palavras "kiki" e "bouba" e perguntaram a universitários americanos e falantes de Tamil na Índia "Qual dessas formas é bouba e qual é kiki?" Em ambos os grupos, 95% a 98% selecionaram a forma curvilínea como "bouba" e a denteada como "kiki", sugerindo que o cérebro humano de alguma forma atribui significados abstratos às formas e sons de maneira consistente. 
Daphne Maurer e colegas mostraram que mesmo crianças a partir dos 2 anos e meio de idade podem mostrar essa preferência. Um trabalho mais recente de Ozturk e colegas (2013) mostrou que mesmo bebês de 4 meses têm as mesmas tendências de mapeamento de formato com som que adultos e crianças pequenas. Os bebês são capazes de diferenciar entre tentativas congruentes (emparelhar uma forma angular com 'kiki' ou uma forma curvilínea com 'bubu') e tentativas incongruentes (emparelhar uma forma curvilínea com 'kiki' ou uma forma angular com 'bubu'). Os bebês olhavam mais para os pares incongruentes do que para os pares congruentes. O mapeamento dos bebês baseava-se na combinação de consoantes e vogais nas palavras e nem consoantes nem vogais por si só eram suficientes para o mapeamento. Esses resultados sugerem que alguns mapeamentos de formas sonoras precedem o aprendizado de línguas e podem, de fato, auxiliar no aprendizado de línguas, estabelecendo uma base para combinar rótulos com referentes e estreitando o espaço de hipóteses para crianças pequenas. Os adultos neste estudo, como as crianças, usaram uma combinação de informações de consoantes e vogais para combinar os rótulos que ouviram com as formas que viram. No entanto, essa não era a única estratégia disponível para eles. Os adultos, ao contrário das crianças, também eram capazes de usar apenas as informações das consoantes e das vogais para combinar os rótulos com as formas, embora com menos frequência do que a combinação consoante-vogal. Quando vogais e consoantes eram colocadas em conflito, os adultos usavam consoantes com mais frequência do que vogais.
O efeito também surgiu em outros contextos. Por exemplo, quando as palavras são emparelhadas com significados avaliativos (com palavras "bouba" associadas a conceitos positivos e palavras "kiki" associadas a conceitos negativos)  ou quando as palavras a serem emparelhadas são nomes próprios existentes, sugerindo que a familiaridade com os estímulos linguísticos não eliminam o efeito. Um estudo mostrou que os indivíduos combinam nomes como "Molly" com silhuetas redondas e nomes como "Kate" com silhuetas nítidas. Além disso, os indivíduos irão associar diferentes traços de personalidade a qualquer um dos grupos de nomes (por exemplo, descontração com "nomes redondos"; determinação com "nomes afiados"). Isso pode sugerir um papel dos conceitos abstratos no efeito.

### Contextos onde o efeito é menor ou ausente
Outra pesquisa sugere que esse efeito não ocorre em todas as comunidades, e parece que o efeito é interrompido se os sons não formarem palavras lícitas na língua. O efeito bouba/kiki parece ser dependente de um longo período crítico, sendo necessárias altas capacidades visuais na infância para seu desenvolvimento típico. Em contraste com os indivíduos com visão típica, foi relatado que indivíduos com cegueira congênita não mostram um efeito bouba/kiki sistemático para formas tocadas. Indivíduos autistas não mostram uma preferência tão forte. Indivíduos sem autismo concordam com o resultado padrão 88% das vezes, enquanto indivíduos com autismo concordam apenas 56% das vezes.

### Neurociência
Em 2019, os pesquisadores publicaram o primeiro estudo usando fMRI para explorar o efeito bouba/kiki. Eles descobriram que a ativação pré-frontal é mais forte para estímulos incompatíveis (bouba com formato pontiagudo) do que para compatíveis (bouba com formato redondo). Curiosamente, eles também descobriram que a correspondência da forma com o som também influencia as ativações nos córtices auditivo e visual, sugerindo um efeito da correspondência em um estágio inicial do processamento sensorial.

### Implicações para a compreensão da linguagem
Ramachandran e Hubbard sugerem que o efeito kiki/bouba tem implicações para a evolução da linguagem, porque sugere que a nomeação de objetos não é completamente arbitrária. :17 A forma arredondada pode ser mais comumente chamada de "bouba" porque a boca tem uma forma mais arredondada para produzir esse som, enquanto uma forma de boca mais tensa e angular é necessária para fazer os sons em "kiki". Alternativamente, a distinção pode ser entre consoantes coronais ou dorsais como /k/ e consoantes labiais como /b/. Além disso, foi mostrado que não são apenas consoantes diferentes (por exemplo, surdas versus sonoras) e diferentes qualidades de vogais (por exemplo, /a/ versus /i/) que desempenham um papel no efeito, mas também a quantidade de vogais (vogal longa versus curta). Em um estudo, os participantes avaliaram palavras contendo vogais longas para se referir a objetos mais longos e vogais curtas para objetos curtos. A presença desses "mapeamentos semelhantes à sinestesia" sugere que esse efeito pode ser a base neurológica para o simbolismo do som, no qual os sons são mapeados de forma não arbitrária para objetos e eventos no mundo.  Pesquisa também indicou que o efeito pode ser um caso de ideastesia, um fenômeno no qual ativações de conceitos (indutores) evocam experiências semelhantes à percepção (concorrentes). O nome vem do grego idea  e aisthesis, ou seja, "conceitos de sensação" ou "ideias de sensação", e foi introduzido por Danko Nikolić.